# Das Fräulein
Das Fräulein is een Zwitsers-Duitse dramafilm uit 2006 onder regie van Andrea Štaka. Ze won met deze film de Gouden Luipaard op het filmfestival van Locarno.

## Verhaal
Ruža heeft 30 jaar geleden haar moederland Servië verlaten. Ze is in Zwitserland gaan wonen. Op een dag leert ze Ana kennen. Zij gooit al gauw het rustige leventje van Ruža overhoop. Er ontwikkelt zich een vriendschap tussen de beide vrouwen.

## Rolverdeling
- Mirjana Karanović: Ruža
- Marija Škaričić: Ana
- Ljubica Jović: Mila
- Andrea Zogg: Franz
- Pablo Aguilar: Fredi
- David Imhoof: Stefan
- Sebastian Krähenbühl: Jongeman
- Oliver Zgorelec: Violist
- Annette Wunsch: Arts
- Kenneth Huber: Arts
- Anikó Donáth: Apotheker
- Hans Suter: Oude man
- Stefan Suske: Automobilist
- Vera Bommer: Sheila
- Robin Rehmann: Momo